# Триходерма зелёная
Триходе́рма зелёная (лат. Trichodérma víride) — вид грибов-аскомицетов, относящийся к роду Триходерма (Trichoderma) семейства Гипокрейные (Hypocreaceae). Ранее это название относилось только к анаморфной стадии гриба, а телеоморфа именовалась гипо́крея ры́жая (Hypócrea rúfa).
Активный продуцент целлюлаз, используемый в промышленности.

## Описание
Телеоморфа образует на коре и древесине различных деревьев и кустарников, редко на траве, полушаровидные до подушковидных стромы, нередко сливающиеся, окрашенные в светло-красные, затем красно-коричневые тона, с беловатой мякотью, с отверстиями с перитециями. Аски цилиндрические, 65—75 × 4—5 мкм. Аскоспоры двуклеточные, затем распадаются на клетки 3—4 мкм в диаметре.
Колонии на агаре с 2 % солодовым экстрактом на 4-е сутки 5—9 см в диаметре. Реверс чаще непигментированный, реже желтоватый. Конидиальное спороношение в небольших подушечках, реже более распространённое, в сизоватых или сине-зелёных тонах. Запах обычно хорошо заметный, напоминает аромат кокосов. Мицелий скудный, сильно разветвлённый, гифы гладкие, 1,5—12 мкм толщиной. В среде иногда образуются хламидоспоры — обычно интеркалярные, шаровидные, до 14 мкм.
Конидиеносцы рыхлоразветвлённые, веточки обычно парные, реже одиночные или в мутовках по три, иногда извилистые. Фиалиды также парные, реже по 1—3 в узле, узкофляговидные, 8—14 × 2,4—3 мкм. Конидии голубовато-зелёные до тёмно-зелёных, шаровидные до эллипсоидальных, 4—4,8 × 3,5—4 мкм, отчётливо бородавчатые (оттого кажутся несколько угловатыми).

## Экология и значение
Широко распространённый гриб, встречающийся в почве (в виде анаморфы), а также на различных древесных субстратах.

## Таксономия
Trichoderma viride Pers., Neues Mag. Bot. 1: 92 (1794) : Fr., Syst. Mycol. 3 (1): 215 (1829).